# برناردو أوليفيرا
برناردو أوليفيرا (بالبرتغالية: Bernardo Oliveira‏) هو نبال برازيلي، ولد في 8 يونيو 1993 في برازيليا في البرازيل.

## وصلات خارجية
- برناردو أوليفيرا على موقع الاتحاد الدولي للرماية بالسهام (الإنجليزية)
- برناردو أوليفيرا على موقع اللجنة الأولمبية الدولية (الإنجليزية)
- برناردو أوليفيرا على موقع أوليمبيديا (الإنجليزية)